# NGC 4086
NGC 4086 في الفهرس العام الجديد، هي مجرة، تقع في كوكبة الهلبة. اكتشفت في 2 مايو 1864 بواسطة هاينريش لويس دريست.

## روابط خارجية
- NGC 4086 على موقع ويكي سكاي: DSS2, SDSS, GALEX, IRAS, Hydrogen α, X-Ray, Astrophoto, Sky Map, Articles and images